# Leucogonia ekeikei
Leucogonia ekeikei là một loài bướm đêm trong họ Noctuidae.